# Petalium incarinatum
Petalium incarinatum är en skalbaggsart som beskrevs av Ford 1973. Petalium incarinatum ingår i släktet Petalium och familjen trägnagare. Inga underarter finns listade i Catalogue of Life.